# 막고
막고(莫古, ?~?)는 백제의 관리이다.

## 생애
《일본서기》에만 등장하는 인물로, 백제의 사신으로서 왜에 파견되었다.